# Tridenchthonius buchwaldi
Tridenchthonius buchwaldi är en spindeldjursart som först beskrevs av Albert Tullgren 1907.  Tridenchthonius buchwaldi ingår i släktet Tridenchthonius och familjen Tridenchthoniidae. Inga underarter finns listade i Catalogue of Life.